# Rohini (satellite)
Pour les articles homonymes, voir Rohini.
Rohini désigne une série de 4 satellites lancées entre 1979 et 1983 par l'agence spatiale indienne (ISRO). Rohini 1B, lancé en 1980, est le premier satellite placé en orbite par l'Inde, faisant de ce pays la 7e nation à mettre en orbite un satellite par ses propres moyens. Tous les satellites ont été lancés par le lanceur national SLV dont ce furent les seuls tirs. Deux des lancements furent un succès. La série des Rohini était constituée de satellites expérimentaux pesant entre 30  et   40 kg.

## Détail des lancements
- Rohini 1A lancé le 10 aout 1979.
  - Échec du lanceur SLV.
- Rohini 1B lancé le 18 juillet 1980.
  - Lancement réussi par une fusée SLV. Le satellite fournit des données sur le fonctionnement du 4e étage du lanceur SLV.
- Rohini 2 lancé le 31 mai 1981
  - Le lancement est un succès partiel : le satellite n'atteint pas l'altitude souhaitée et ne reste que 9 jours en orbite. Le satellite emporte une caméra qui fonctionne.
- Rohini 3 (lancé le 17 avril 1983
  - Le lancement est réussi et le satellite fonctionne durant 5 mois. La caméra embarquée prend 2500 photos dans le visible et l'infrarouge.

## Sources
- (en) Cet article est partiellement ou en totalité issu de l’article de Wikipédia en anglais intitulé « Rohini (satellite) » (voir la liste des auteurs).